# 尤里·郑
尤里·米哈伊洛维奇·郑（羅馬化：Yuriy Mikhaylovich Ten；： Jeong Hung-sig；1951年9月27日—2003年7月21日），他的姓氏也可按俄语译作捷恩或坚，是俄罗斯高丽族政治人物、第一届、第二届和第三届国家杜马议员。
尤里来自一个俄罗斯高丽族的家庭，他的父亲名为Ten Mun Man（Тен Мун Ман），母亲名为Kim Den Ok（Ким Ден Ок）。他于24岁时取得苏联公民身份。1993年，他当选第一届国家杜马议员。他于1995年和1999年连任第二届和第三届国家杜马议员。
2003年7月21日， 他在长期患病后于莫斯科中央临床医院去世，并被安葬于特罗耶库罗夫公墓。2005年，伊尔库茨克的一条街道以他的名字命名。2010年，赤塔-哈巴罗夫斯克高速公路上的一个山口以他的名字命名.
他的儿子谢尔盖也担任了国家杜马议员。